# 鳥羽院庁下文
鳥羽院庁下文（とばいんのちょうくだしぶみ）は、平安時代の荘園支配を巡る訴訟に対して下された裁定を示す院庁下文である。長野県内で最も古い公文書だと言われており、1998年6月30日に重要文化財に指定された。長野県立歴史館所蔵。

## 概要
信濃国水内郡にあった最勝寺（鳥羽院の御願により建立）領の荘園小河荘は、戸隠三院を支配していた顕光寺が寄進した皇室の荘園であった。この荘園では預所の僧増證が荘務を行っていたが、下司の清原家兼が、矢原御厨池田郷を本拠とする在地武士の池田宗里と対立し、久安元年（1145年）に家兼が宗里に殺される事件が起こった。この時平維綱という武士が家兼から譲り受けたと言う譲状と関係文書があると称して荘内に乱入し、家兼の財産を横領し下司として臨もうとした。増證は、その不当を鳥羽院庁に訴え、それに対して維綱の違乱を停止するよう院庁の下文が出された。
平維綱は伊勢平氏（桓武平氏）で、西国の海賊平定を指揮した平忠盛の家人として従軍し活躍した人物である。荘園領主や預所の意向とは関係なく、在地の清原家兼が伊勢平氏と主従関係を結んだように、地域の自立した動きが生まれてきた背景があり、荘官の任命や荘務の遂行に武士が深く介入するようになっていた。そしてこの下文は関係官僚に回覧されているのだが、平忠盛の名も記されてはいるもののただ一人不承知であったらしく承認の印を記していない。